# 鳳凰座AW
鳳凰座AW，又名CD-47 440，HD 9184、SAO 215525、HR 435，是鳳凰座的一颗恒星，视星等为6.31，位于銀經284.52，銀緯-68.99，其B1900.0坐标为赤經1h 25m 16.5s，赤緯-47° -68.99′ 25″。